# کلمبیا ردیویوا
کلمبیا ردیویوا (به انگلیسی: Columbia Rediviva) یک کشتی بود که طول آن ۸۳ فوت ۶ اینچ (۲۵٫۴۵ متر) بود.